# Формат радіомовлення
Форма́т — загальний стиль програм радіостанції, покликаний задовольнити інтереси певної визначеної цільової аудиторії. Головною ознакою визначення цільової аудиторії є вік та, як наслідок, — соціальний статус слухачів. Вибір формату впливає на всі сторони радіомовлення — як на, власне, ефір (On-Air), так і на те, що безпосередньо не пов'язане з ефіром (Off-Air). Головними критеріями, які визначають формат, є стилістика музики, що лунає в ефірі, та імідж ефіру. Останній залежить від багатьох факторів — зокрема, від так званого «одягу ефіру» (джинґли, музичні заставки, перебивки, лайнери), манери роботи ді-джеїв та ведучих, форми подання музичного матеріалу, його компоновки та мікшування. Обраний формат вимагає дотримання певного стилю у поданні і оформленні реклами, що лунає в ефірі, проведенні ігор та акцій, а також потребує чітко визначеного технічного оснащення станції.
Усі формати можна поділити на музичні та немузичні. В останніх домінують інформаційні програми, ток-шоу тощо (формат News/Talk). У свою чергу, музичні формати поділяють на основні — розраховані на велику аудиторію (AC, CHR, Oldies, Rock, MOR, NAC, Urban, Country), та форматі-ніші, які розраховані на більш вузькі смаки (Alternative, AAA, Natural Sound, Jazz/Swing, Classical, Gospel, етнічна музика тощо).